# Janneth Peña
Janneth Peña López (Cuenca, 1961) é uma ativista equatoriana pelos direitos LGBTQ. Ela é considerada uma das pioneiras do ativismo lésbico em Cuenca, e em 2011 foi a primeira pessoa LGBTQ no Equador a obter uma pensão de viúva pela morte de seu parceiro do mesmo sexo. Além disso, ela foi fundadora da Organização Equatoriana de Mulheres Lésbicas (OEML) e do coletivo LGBT Cuenca Inclusiva.

## Biografia
Ela se casou aos dezessete anos e teve dois filhos com o marido. Em 1990, ela se divorciou e três anos depois começou um relacionamento romântico com a ativista Sandra Álvarez, que foi sua primeira parceira e com quem permaneceu por doze anos. Em junho de 1997, a família de Peña descobriu o relacionamento e a espancou brutalmente, ela e Álvarez, então ambas foram à polícia para relatar o incidente. No entanto, a polícia apenas lhes deu uma nota de socorro e, em vez de aceitar a denúncia, ameaçou prendê-los, porque, naquela época, a homossexualidade ainda era um crime no Equador, com pena de quatro a oito anos de prisão.
Após essa experiência, ambas se mudaram para Quito e começaram a trabalhar em uma organização feminista. No entanto, dentro desse grupo, sofreram discriminação homofóbica, então decidiram criar uma organização que se concentrasse na defesa dos direitos das mulheres lésbicas e ajudasse a torná-las visíveis. Assim, juntamente com outras mulheres, fundaram a Organização Equatoriana de Mulheres Lésbicas (OEML) em junho de 2002, que se tornou uma das primeiras organizações lésbicas do país. 
Durante o processo de elaboração da Constituição do Equador de 2008, Peña foi um dos ativistas que foi a Montecristi para promover a aprovação de artigos da Carta Magna que expandiam os direitos das pessoas queer.
Em 22 de março de 2011, a parceira romântica de Peña, a ativista Thalía Álvarez, morreu de câncer no pâncreas. Peña conheceu Álvarez em 2005 e eles registraram uma união de fato em 2010, o que foi possível após a legalização desse direito para casais do mesmo sexo na Constituição de 2008. No entanto, ela encontrou dificuldades para realizar os procedimentos para poder cremá-la devido aos preconceitos que sofreu por ter sido um casal de lésbicas, inclusive durante a remoção de seu cadáver do necrotério e a assinatura das autorizações familiares na funerária.
Em agosto de 2011, Peña solicitou ao Instituto Equatoriano de Seguridade Social (IESS) a pensão de montepío e cesantía que lhe correspondia por ter tido uma união de fato com Álvarez. Após um processo de meses em que recebeu várias recusas, em 14 de dezembro foi anunciado que Peña receberia esses benefícios, marcando a primeira vez na história equatoriana que um casal do mesmo sexo recebeu esse reconhecimento. Como resultado do caso, o IEES anunciou que a partir desse momento, outros casais do mesmo sexo poderiam receber o mesmo benefício.
Após conseguir a pensão, Peña voltou para Cuenca e continuou a participar do ativismo. Em março de 2014, ela ocupou a cadeira vazia do conselho cantonal junto com outros dois ativistas durante o debate sobre a aprovação de uma portaria que garantirá os direitos das pessoas LGBT na cidade. Nesse mesmo ano, ela protestou contra a decisão do município de Cuenca de dar permissão para caminhar por apenas dois quarteirões e meio durante a primeira edição da Marcha do Orgulho LGBT de Cuenca, o que levou à aprovação de um percurso mais longo.
Em 2017, juntamente com outras ativistas, ela lançou uma iniciativa chamada Patrulha Legal, com o objetivo de denunciar os abusos policiais cometidos contra trabalhadoras sexuais transgênero em Cuenca. Os resultados da iniciativa foram apresentados ao Tribunal Provincial de Azuay.